# MR-Klasse 1000
Als Klasse 1000 der britischen Midland Railway (MR) werden 45 zwischen 1902 und 1909 von den Derby Works der MR gebaute Dampflokomotiven für den hochwertigen Schnellzugverkehr bezeichnet. Die ersten fünf Exemplare entstanden 1902 bis 1903 nach einem Entwurf von Samuel Waite Johnson, dem damaligen Locomotive Superintendent der MR. Sein Nachfolger Richard Deeley änderte und vereinfachte die Konstruktion etwas und setzte die Beschaffung der Klasse fort; die ersten fünf Maschinen ließ er seiner Serienausführung angleichen. Ab 1923 gehörten die Lokomotiven zum Bestand der London, Midland and Scottish Railway (LMS), in der die Midland Railway infolge des Railways Act 1921 aufgegangen war. 1948 gingen alle Lokomotiven der Klasse zusammen mit der LMS mit Inkrafttreten des Transport Act 1947 in den staatlichen British Railways auf, die die Lokomotiven bis 1953 vollständig ausmusterten. Von der Klasse 1000, die eine der wenigen in Großbritannien erfolgreichen Verbunddampflokomotiven war, blieb die erste gebaute Maschine als Museumslokomotive erhalten.

## Geschichte
Johnson griff für seinen Entwurf auf ein Verbundsystem (englisch: Compound system) zurück, das sein Freund Walter Mackersie Smith, der als Ingenieur bei der North Eastern Railway (NER) beschäftigt war, entwickelt hatte. Dieses basierte auf dem von August von Borries entwickelten Verbundsystem. Smith hatte das bei der NER für Zweizylinder-Verbundlokomotiven verwendete System zu einem Dreizylinder-System weiterentwickelt, das aus einem Hochdruckzylinder und zwei Niederdruckzylindern bestand. Während es bei der NER bei einem Exemplar der NER-Klasse 3CC blieb, ließ Johnson zunächst fünf Maschinen bauen, die sich im Einsatz auf der schwierigen Settle-Carlisle Line schnell bewährten. Die erste Maschine kam bereits im November 1901 aus den Werkstätten in Derby, offiziell in den Bestand kamen die dann vorhandenen zwei Maschinen erst im Januar 1902.
Richard Deeley folgte Johnson im Januar 1904 als neuer Locomotive Superintendent der Midland Railway. Er übernahm den Entwurf von Johnson, entwickelte ihn aber weiter und vereinfachte das Verbundsystem von Smith. Äußerlich unterschieden sich die nach dem Entwurf von Deeley gebauten Maschinen durch im Bereich der Kuppelachsen etwas höher liegende Laufbleche und runde, als Viertelkreis an das Führerhaus anschließende Radkästen für die zweite Kuppelachse von den ersten fünf Lokomotiven.
Zunächst ließ die MR 30 Maschinen in den Jahren 1905 bis 1906 nach dem von Deeley überarbeiteten Entwurf bauen. Sie erhielten zunächst die Nummern 1000–1029. 1907 führte die MR ein geändertes Nummernschema ein. Die fünf Johnson-Maschinen bekamen neu die Nummern 1000–1004 und die Deeley-Maschinen die Nummern 1005–1034. Im ebenfalls 1907 eingeführten System der Power Classification, das den Lokomotivpark der MR nach Leistungsklassen unterteilte, wurden die Compounds der Leistungsklasse 4P zugeordnet. Weitere zehn Maschinen mit den Nummern 1035 bis 1044 ließ die MR in den Jahren 1908 bis 1909 bauen, wie alle vorherigen Maschinen in den MR-eigenen Derby Works. Während des Ersten Weltkriegs ließ Deeley die fünf ersten Maschinen seiner Serienausführung angleichen, zudem erhielten die als Nassdampflokomotiven ausgeführten Lokomotiven Überhitzer. Ab 1919 bekamen die übrigen Midland Compounds, wie die Maschinen auch bezeichnet wurden, ebenfalls Überhitzer.
1923 gingen die Maschinen mit der Midland Railway infolge des Railways Act 1921 in den Besitz der London, Midland and Scottish Railway (LMS) über. Deren Chief Mechanical Engineer Henry Fowler, der seit 1909 Nachfolger von Deeley bei der Midland gewesen war, übernahm den Entwurf der Klasse 1000 mit geringfügigen Änderungen als Standardtype für die LMS. Von den von Beginn an mit Überhitzern ausgerüsteten LMS Compound 4-4-0, die etwas kleinere Kuppelräder und größere Zylinder erhielten, entstanden zwischen 1924 und 1932 insgesamt 195 Exemplare.
Die Midland Railway verfolgte in ihrem Verkehrsangebot das Prinzip, kurze und leichte Züge in hoher Frequenz vorzusehen. Die Klasse 1000 war dafür ideal ausgelegt, vor kurzen und leichten Expresszügen erbrachte sie sehr gute Leistungen bei geringem Kohlenverbrauch. Bei Vergleichsfahrten mit 2’B-Lokomotiven der anderen LMS-Vorgängerbahnen bestätigte sich dieser geringe Verbrauch. Eingesetzt wurden sie vor allem vor Expresszügen auf der Midland Main Line, teils auch in Doppelbespannung. Sie kamen auch auf anderen Strecken der MR vor schnellen Zügen zum Einsatz. Zu Zeiten der LMS dehnte sich das Einsatzgebiet aus, die Maschinen bespannten nun auch auf den Hauptstrecken der LMS-Vorgängergesellschaften Caledonian Railway (CR) und Glasgow and South Western Railway (G&SWR) Expresszüge. Auf den Strecken der früheren London and North Western Railway (LNWR) übernahmen sie trotz des dortigen Misstrauens gegenüber Verbundlokomotiven aufgrund der Erfahrungen mit den Verbundexperimenten des früheren LNWR-Chefingenieurs Francis William Webb die Expresszüge zwischen London und Birmingham, für deren Fahrtdauer von zwei Stunden sie sehr gut geeignet waren. Es brauchte jedoch einige Zeit, bis die früheren LNWR-Personale mit der andersartigen Technik der Verbundmaschinen, die von ihnen den Spitznamen „Crimson Ramblers“ (nach der typischen Midland-Farbgebung, in etwa mit „karminrote Wanderer“ zu übersetzen) erhielten, zurecht kamen. Dagegen waren sie auf den schottischen Strecken der CR und G&SWR aufgrund ihrer Leistungsfähigkeit schnell sehr beliebt.
Erst die Unterhaltungsrückstände während des Zweiten Weltkriegs und der Nachkriegszeit ließen zunehmende Probleme aufkommen und führten dazu, dass die Compounds rasch aus dem Expresszugverkehr zurückgezogen wurden. Für den Einsatz vor Personenzügen mit häufigen Halten waren sie jedoch nicht gut geeignet und kamen daher rasch in Misskredit. 1948 übernahm British Railways (BR) noch alle Maschinen; sie erhielten die neuen Nummern 41000 bis 41044. Im gleichen Jahr stellte BR jedoch bereits die ersten acht Maschinen ab. Ende 1951 waren lediglich noch 11 Lokomotiven vorhanden und mit der Lokomotive 41025 wurde im Januar 1953 in Gloucester die letzte Maschine ausgemustert.

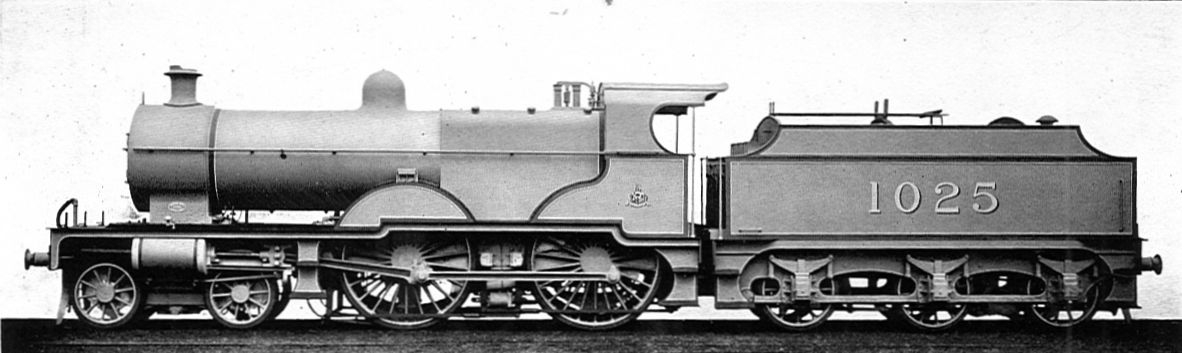
Lokomotive 1025 im Fotografieranstrich, um 1907
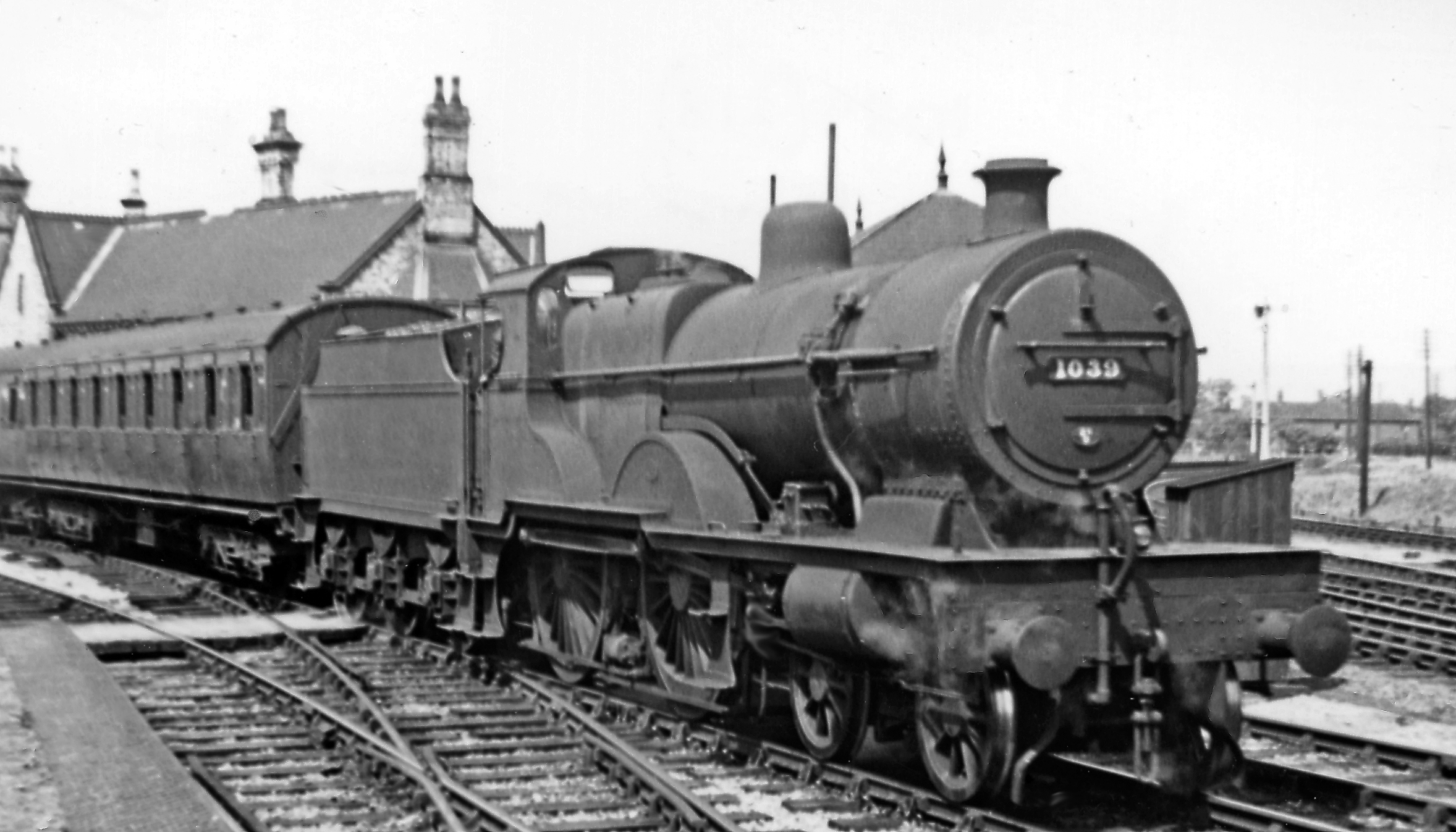
Lokomotive 1039 in Ashchurch bei Tewkesbury im Jahr 1947
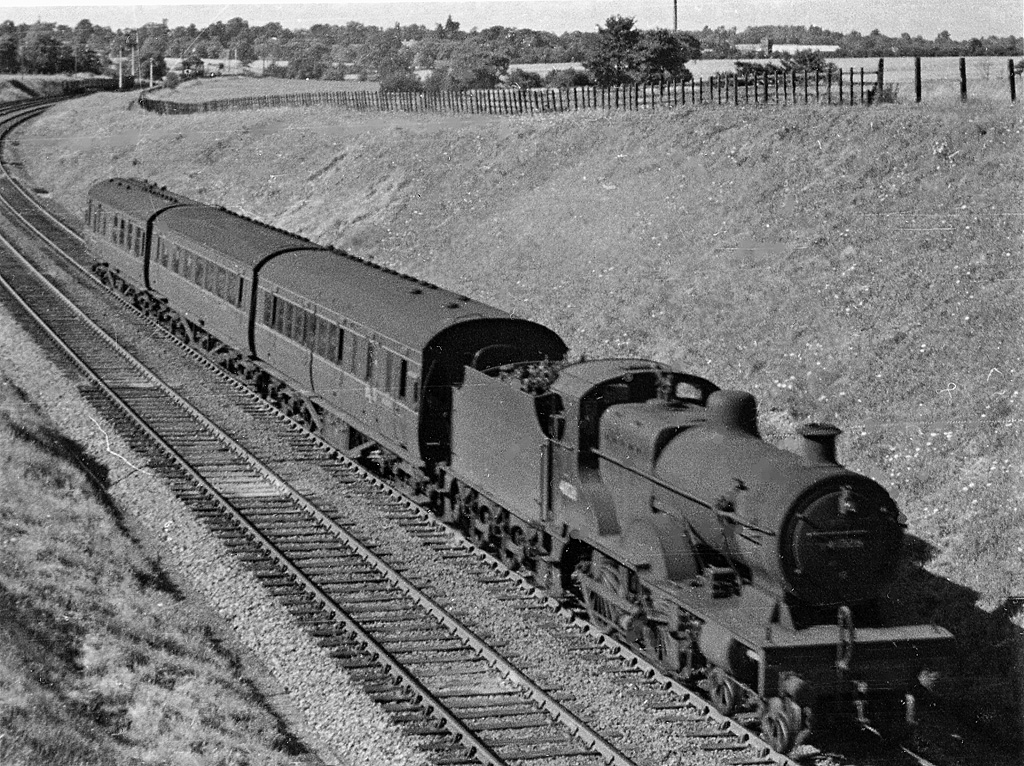
Lokomotive 41028 im Jahr 1950 vor einem Personenzug von Worcester nach Gloucester
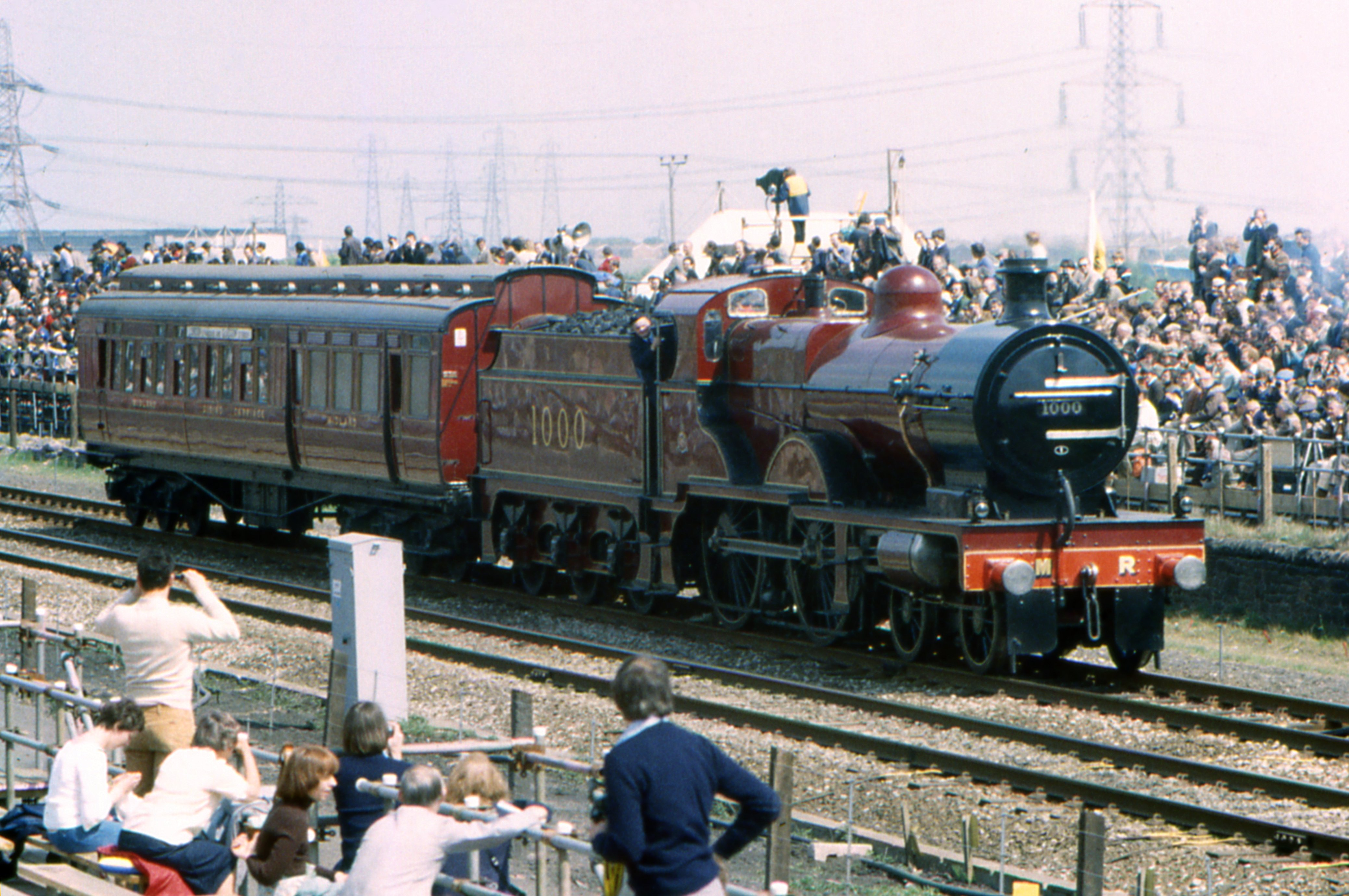
Lokomotive 1000 unter Dampf während der 150-Jahr-Feier der Liverpool and Manchester Railway in Rainhill im Jahr 1980
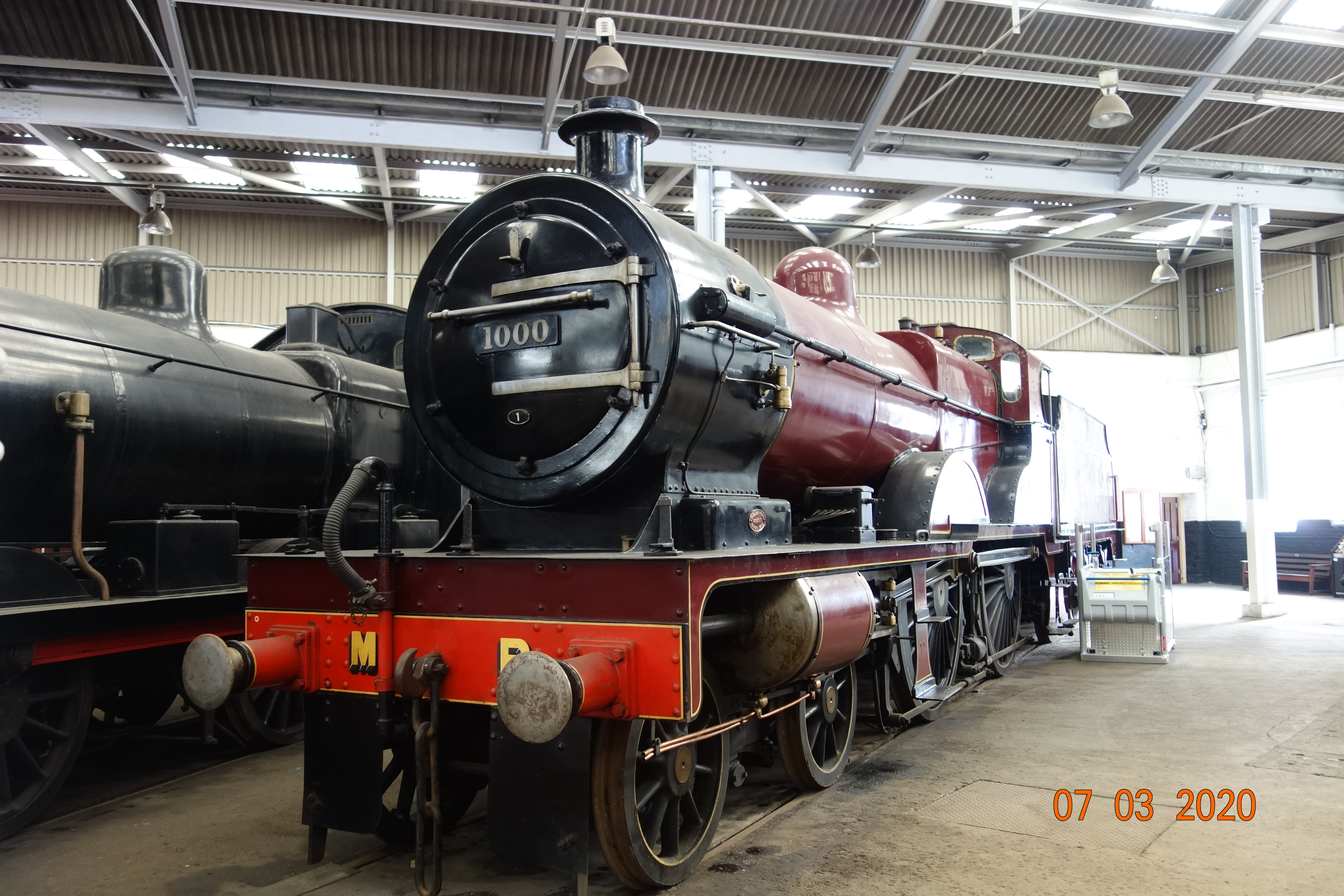
Lokomotive 1000 im Jahr 2020 im Barrow Hill Roundhouse

## Technik
Wie bei der Midland üblich, die einen hohen Grad an Standardisierung in ihrem Lokomotivpark pflegte, erhielten die neuen Verbundlokomotiven einen Blechrahmen und viele Maße und Bauteile waren mit früheren Konstruktionen von Johnson vereinheitlicht. Relativ neu war abgesehen von der erstmaligen Ausführung als Verbundlokomotive lediglich die Verwendung eines Belpaire-Stehkessels. Johnson hatte diesen erst zwei Jahre zuvor bei der ab 1900 erbauten MR-Klasse 700, ebenfalls einer 2’-B-Expresszuglokomotive, allerdings mit zwei Zylindern und einfacher Dampfdehnung, eingeführt. Der Kesseldruck wurde von zunächst 195 psi bei den ersten fünf Maschinen unter Deeley für die folgenden Maschinen auf 220 psi angehoben. Bei der Nachrüstung der Überhitzer ab 1914 wurde der Druck auf 200 psi gesenkt. Der bei der MR als Standardkessel G9AS bezeichnete Kessel der Compounds fand auch bei den in Derby für die Somerset and Dorset Joint Railway (S&DJR) gebauten schweren Güterzuglokomotiven der S&DJR-Klasse 7F Verwendung.
Der Hochdruckzylinder lag innerhalb des Rahmens, die beiden Niederdruckzylinder außerhalb. Alle drei trieben die erste Kuppelachse an, die als Kropfachse ausgeführt wurde, jeder Zylinder wurde durch eine separate Stephenson-Steuerung angesteuert. Die Kurbelzapfen der beiden Außenzylinder waren um 90° versetzt, der des Innenzylinders um jeweils 135° zu denen der Außenzylinder. Um das bei Verbundmaschinen bestehende Anfahrproblem zu lösen, verwendete Smith in seinem System einen zweiten Regler mit zusätzlichen, von diesem separat ansteuerbaren Dampfeinlässen, mit dem beim Anfahren Frischdampf in die Niederdruckzylinder geleitet wurde. Beide Niederdruckzylinder besaßen einen großen gemeinsamen Schieberkasten, in den der Abdampf aus dem Hochdruckzylinder geleitet wurde. Zudem konnte der Lokomotivführer, wenn nötig, auch während der Fahrt zusätzlich Frischdampf in die Niederdruckzylinder leiten, etwa vor schweren Zügen oder an schwierigen Steigungen. Um das Anfahren zu ermöglichen, ersetzte Deeley den zweiten Regler und die damit erforderlichen komplizierten zusätzlichen Ventile des Systems von Smith durch ein System, bei dem durch das weitere Öffnen des Reglers nach dem Anfahren automatisch zum Verbundsystem gewechselt wurde. Er nahm dabei den Verzicht auf die durch den Lokomotivführer bei schweren Betriebsbedingungen zuschaltbare Unterstützung der Niederdruckzylinder mit Frischdampf in Kauf.

## Verbleib
Frühzeitig wurde die lokomotivhistorische Bedeutung einer der wenigen in Großbritannien erfolgreichen Verbundlokomotiven erkannt – ein Lokomotivhistoriker lobte sie als „Milestones“ (Meilensteine) der britischen Lokomotiventwicklung, im Gegensatz zu den früheren Webb-Verbundmaschinen, die er eher als „Millstones“ (Mühlsteine) beurteilte. Die erste Lokomotive der Klasse, die 1951 ausgemusterte Maschine 41000 (MR 1000), wurde daher zur Erhaltung vorgesehen und zwischen 1953 und 1959 in Crewe untergestellt. 1959 ließ British Railways sie in Derby im Zustand um 1914 betriebsfähig aufarbeiten. Sie erhielt dabei einen erst 1946 gebauten Kessel und neue Zylinder. Bis 1962 setzte BR sie vor Sonderzügen ein, dann kam sie als Ausstellungsstück in das 1961 in Clapham eröffnete Museum of British Transport. Das Museum in Clapham wurde 1973 geschlossen und die Lokomotive kam nun in die Sammlung des National Railway Museum (NRM) in York. Anlässlich der 150-Jahr-Feier der britischen Eisenbahnen ließ das NRM die Maschine wieder betriebsfähig aufarbeiten und sie nahm an der Jubiläumsparade auf der Stockton and Darlington Railway bei Shildon im August 1975 teil. Auch an den Feierlichkeiten in Rainhill zur 150-Jahr-Feier der Liverpool and Manchester Railway nahm sie teil. Bis 1983 blieb Nr. 1000 betriebsfähig und wurde vor Sonderzügen auf diversen Strecken eingesetzt. Im September 1983 führte sie zwischen York und Rochdale letztmals einen Zug und wurde danach abgestellt. Seit einigen Jahren steht sie als Leihgabe des NRM im Barrow Hill Roundhouse, einem Eisenbahnmuseum nördlich von Chesterfield in der mittelenglischen Grafschaft Derbyshire.

## Rezeption und Modelle

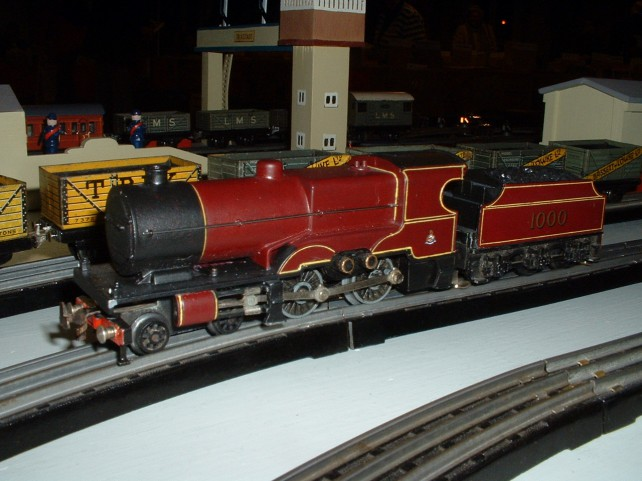
Schnellzuglokomotive der Midland Railways MR Class 1000 (repainted auf Basis eines Trix-Modells)

Die farbenfrohe Lokomotive der MR mit der maroon-farbenen Lackierung und der englischen Achsfolge 4-4-0 wurde von einigen Modellbahnherstellern ins Programm genommen, unter anderem von der deutschen Firma Bing und der englischen Firma Bassett-Lowke für die größeren Spuren 0 und 1, in vereinfachter Form auch ab 1922 für die Tischbahn. Die frühen Modelle erhielten Uhrwerke oder unterschiedliche elektrische Antriebe. Die Modellkonstruktionen wurden ab 1924 auch in LMS-Lackierung angeboten.